# Jusztinián György Serédi
Jusztinián György Serédi, madžarski rimskokatoliški duhovnik, škof in kardinal, * 23. april 1884, Deáki, † 29. marec 1945.

## Življenjepis
10. julija 1905 je podal redovne zaobljube pri benediktincih in 14. julija 1908 je prejel duhovniško posvečenje.
30. novembra 1927 je bil imenovan za nadškofa Esztergoma. 19. decembra istega leta je bil povzdignjen v kardinala in imenovan za kardinal-duhovnika Ss. Andrea e Gregorio al Monte Celio. 8. januarja 1928 je prejel škofovsko posvečenje.